# Base aerea di Los Llanos
La base aerea di Los Llanos (codice IATA:  ABC, codice ICAO:  LEAB) è una base aerea del Ejército del Aire che si trova a 4 km a sud della città di Albacete (nella comunità autonoma di Castiglia-La Mancia, in Spagna). Dal 1º luglio 2003 condivide la pista e alcune installazioni con l'aeroporto di Albacete-Los Llanos, gestito da Aeropuertos Españoles y Navegación Aérea.